# 2007년 칸 영화제
제60회 칸 영화제는 2007년 5월 16일부터 2007년 5월 27일까지 열린 영화제이다. 프랑스 칸에서 개최되었으며 사회자는 다이앤 크루거이다.

## 수상

### 황금종려상
- 4개월, 3주... 그리고 2일 - 크리스티안 문주 수상

### 심사위원대상
- 너를 보내는 숲 - 가와세 나오미 수상

### 감독상
- 잠수종과 나비 - 줄리앙 슈나벨 수상

### 각본상
- 천국의 가장자리 - 파티 아킨 수상

### 여우주연상
- 밀양 - 전도연 수상

### 남우주연상
- 추방 - 콘스탄틴 레브로 수상

### 단편영화상
- 할머니 - 안소니 첸
- Ark - 그르제고르스 욘카티스
- 인 더 네임 오브 더 스패로우 - 키로스 파파바실리우
- MY SISTER - 마르코 반 게펜
- 친애하는 로제타 - 양해훈
- 흔들리는 집 - 올리비에 헴즈
- 런 - 마크 엘비스턴
- 루킹 글라스 - 에릭 로젠룬드
- 라스트 15 - 안토니오 캠포스
- 더 오티스 발로 - 팀 타데우스 카힐
- 소피아와 호나스 - 엘리사 밀러

### 61주년 특별기념상
- 파라노이드 파크 - 구스 반 산트 수상

### 시네파운데이션-1등
- 나우 에브리바디 심스 투 비 해피 - 곤잘로 토발 수상

### 시네파운데이션-2등
- 웨이 아웃 - 첸타오 수상

### 시네파운데이션-3등
- 만남 - 홍성훈 수상

### 경쟁부문
- 미스트리스 - 카트린 브레야
- 러브 송 - 크리스토프 오노레
- 노인을 위한 나라는 없다 - 코언 형제
- 조디악 - 데이빗 핀처
- 위 오운 더 나잇 - 제임스 그레이
- 약속해줘! - 에미르 쿠스투리차
- 테힐림 - 라파엘 나쟈리
- 침묵의 빛 - 카를로스 레이가다스
- 페르세폴리스 - 뱅상 파로노드
- 수입/수출 - 울리히 사히들
- 알렉산드라 - 알렉산더 소쿠로프
- 그라인드하우스 - 쿠엔틴 타란티노
- 런던에서 온 사나이 - 벨라 타르
- 숨 - 김기덕
- 마이 블루베리 나이츠 - 왕가위

### 주목할 만한 시선
- 여배우들 - 발레리아 브루니 테데스키
- 투어리스츠 - 로버트 탈헤임
- 밴드 비지트 - 어느 악단의 조용한 방문 - 에란 콜리린
- 칼레 산타 페 - 카르멘 카스틸로
- 유, 더 리빙 - 로이 앤더슨
- 엘 바노 델 파파 - 세자르 차로네 외 1명
- 저스트 어바웃 러브 - 롤라 드와이옹
- 프리저 팩토리 - 에카차이 우에크롱탐
- 고독의 편린 - 하이메 로살레스
- 빨간 풍선 - 허우 샤오시엔
- 매그너스 - 카드리 코사
- 블라인드 마운틴 - 리양
- 형은 외아들 - 다니엘레 루체티
- 미스터 론리 - 하모니 코린
- 무뉴랑가보 - 정이삭
- 워터 릴리스 - 셀린 시아마
- 공포의 변호사 - 바벳 슈로더
- 원더링 브라이드 - 아나 카츠
- 야간 열차 - 디아오 이난

### 특별상영
- Boxes - 제인 버킨
- 카르투시 골루아즈 - 메디 차레프
- 센토치오디 - 에르마노 올미
- 중국 여인의 연대기 - 왕빙
- Retour En Normandie - 니콜라 필리베르
- Roman De Gare - 끌로드 를르슈
- 11번째 시간 - 나디아 코너스 외 1명
- 더 워 - Ken BURNS 외 1명
- 울잔 - 폴커 슐렌도르프 외 1명
- 용 야쿠사 - 쟝 피에르 리모쟁

### 시네파운데이션
- 아디티 싱 - 마이클 컴머
- 유어 영거 도터 레이첼 - 에프라트 코렘
- 차이니즈 위스퍼스 - 라카 두타
- 포 더 러브 오브 갓 - 조 터커
- 고이타 - 조안나 유레위즈
- 하프 아워스 - 니콜라스 폰 바커바스
- 마이너스 - 파블레 뷰코비치
- 패스웨이즈 - 하갈 벤-애셔
- 임프러던스 - 알렉산더 쿠겔
- RONDO - Marja MIKKONEN
- 사바 - 그레고리오 그라지오시 외 1명
- 트리플 에이트 팔래스 - 알렉산더 쿠
- 비타 디 지아코모 - 디에고 고베르나토리 외 1명

### 비경쟁 장편
- 식코 - 마이클 무어
- 오션스 13 - 스티븐 소더버그
- 마이티 하트 - 마이클 윈터바텀
- 보딩 게이트 - 올리비에 아사야시
- 고 고 테일스 - 아벨 페라라
- 무지의 시대 - 데니 아르캉
- 철삼각 - 임영동 외 2명
- U2 3D - 마크 펠링톤 외 1명

### 칸 클래식
- 열녀문 - 신상옥
- 브랜도 - 레슬리 그리프 외 1명
- 아흐메드 왕자의 모험 - 로테 라이니거
- 마이 라스트 미스트리스 - 사샤 기트리
- 프랑켄슈타인의 저주 - 테런스 피셔
- 햄릿 - 로렌스 올리비에
- 혼도 - 존 패로우
- 카날 - 안제이 바이다
- 라 방데라 - 줄리앙 뒤비비에르
- 리미트(영어판) - 마리오 페이소토
- 메이드 인 자메이카 - Jerome Laperrousaz
- 맨 오브 시네마 - 토드 맥카시
- MAURICE PIALAT, L'AMOUR EXISTE - 안-마리 포
- 믹키 앤 닉키 - 일레인 메이
- NEVER APOLOGIZE: A PERSONAL VISIT WITH LINDSAY ANDERSON - 마이크 캐플란
- 로스트 포레스트 - 리비우 시우레이
- 이스라엘, 와이 - 클로드 란즈만
- 리차드 3세 - 로렌스 올리비에
- 리오 브라보 - 하워드 혹스
- 서스페리아 - 다리오 아르젠토
- 헨리 5세 - 로렌스 올리비에
- Trances - 아메드 엘 마노운니
- 12인의 노한 사람들 - 시드니 루멧
- 워즈 포 배틀 - 험프리 제닝스
- 요요 - 피에르 에텍스